# Vlásenice (przystanek kolejowy)
Vlásenice – przystanek kolejowy w miejscowości Vlásenice, części miasta Pelhřimov, w kraju Wysoczyna, w Czechach Znajduje się na wysokości 545 m n.p.m.
Na stacji nie ma możliwości zakupu biletów, a obsługa podróżnych odbywa się w pociągu.

## Linie kolejowe
- 224 Tábor - Horní Cerekev